# Joakim Hillson
Joakim Junior Hillson (Skogås, 4 gennaio 1982) è un cantante svedese.

## Biografia
Joakim Hillson (2000), primo album in studio, ha esordito al 29º posto della Sverigetopplistan. Dal disco è stata estratta la hit Vacker utan spackel, arrivata 3ª nella hit parade e certificata platino dalla IFPI Sverige. Aldrig (2000) ha segnato il suo secondo ingresso nella top 25 svedese, mentre Pussel si è fermato 42º in classifica.
Tillbaka, secondo LP, è stato pubblicato tre anni più tardi.

## Discografia

### Album in studio
- 2000 – Joakim Hillson
- 2003 – Tillbaka

### Singoli
- 2000 – Vacker utan spackel
- 2000 – Aldrig
- 2001 – Pussel
- 2001 – Ingenting är som sommaren
- 2002 – Älskar dej nu
- 2003 – På universitetet